# Mreža (zviježđe)
Mreža (lat. Reticulum) jedno je od 88 modernih zviježđa. Manja konstelacija južne polutke, koju je prvi uveo Isaac Habrecht, a kasnije preimenovao Nicolas Louis de Lacaille.